# Kiss Pál (zólyomi főispán)
Nemeskéri Kiss Pál (Saint-Ange-le-Viel, Francia Köztársaság, 1856. november 13.–Göd, 1928. április 27.), cs. és kir. kamarás, Zólyom vármegye főispánja, államtitkár, országgyűlési képviselő, a sziámi II. osztályú koronarend tulajdonosa, földbirtokos.

## Élete
A tekintélyes nemesi nemeskéri Kiss családnak a sarja. Apja nemeskéri Kiss Miklós az 1848–49-es forradalom és szabadságharc honvéd ezredese, franciaországi magyar emigráns politikus, földbirtokos, anyja, őrgróf Le Charron Matild (1820–1896). Az apai nagyszülei nemeskéri Kiss Antal (1783–1847), földbirtokos és vizeki Tallián Julianna (1786–1838) voltak. Az anyai nagyszülei őrgróf Le Charron Claude, és báró Reaufort Angela voltak.
Nemeskéri Kiss Pál középiskolai és jogi tanulmányait Franciaországban végezte; 24 éves korában hazajővén, mint Zólyom vármegye törvényhatósági és közigazgatási bizottságának tagja, ezen vármegye közügyeiben tevékeny részt vett. 1882-ben szabadelvű programmal a korponai kerületben országgyűlési képviselővé választották. 1895-ben Zólyom vármegye főispánjává nevezte ki az uralkodó és ez ideig ebben az állásban működött. Az országos erdészeti egyesületnek 10 év óta választmányi, 1896-ban pedig az ezredéves országos kiállítás érdekében a felvidéken öt megyéből alkotott (besztercebányai) kerület elnöke volt, e mellett a kiállítás gazdasági és állattenyésztési csoportjai zsűrijében és az ez év szeptember havában megtartott nemzetközi gazdakongresszuson tevékeny részt Vett. 1891-ben államtitkárrá nevezték ki a földművelési minisztériumban. 1896-ban a zólyomi és békéscsabai kerületekben megválasztott Zsilinszky államtitkár az utóbbit tartván meg, a pótválasztások alkalmával ő lett a Zólyomi képviselő. 1903. november 3-án az államtitkárságról lemondott; ekkor a Lipót-rend középkeresztjét kapta. 1904-ben megkapta a román koronarendet.

## Házassága és leszármazottjai
Budapesten, 1883. augusztus 11-én feleségül vette a magyar főnemesi gróf Szapáry családból való gróf szapári, muraszombati és széchyszigeti Szapáry Vera (Abony, 1863. július 1.–Göd, 1936. május 10.), csillagkeresztes hölgyet, akinek a szülei gróf Szapáry István (1829-1902), Pest-Pilis-Solt-Kiskun vármegye főispánja, földbirtokos, és rádai gróf Ráday Borbála (1835-1898) voltak. Az apai nagyszülei gróf Szapáry Ferenc (1804–1875), földbirtokos, valamint zsadányi és törökszentmiklósi Almásy Rozália (1802–1887) voltak. Az anyai nagyszülei gróf Ráday Gedeon (1806-1873), Nógrád vármegye főispánja, földbirtokos és széki gróf Teleki Borbála (1811–1841) voltak. Nemeskéri Kiss Pál és grós Szapáry Vera frigyéből született:
- Nemeskéri-Kiss Sándor (Göd, 1884. május 14. – Budapest, 1958. április 10.) császári és királyi kamarás, földbirtokos, magyar vadász, utazó, diplomata. Neje: körösszeghi és adorjáni gróf Csáky Irma (Kluknó, Szepes vármegye, 1880. július 25.– Göd, 1945. november 13.)
- vitéz Nemeskéri-Kiss Géza (Budapest, 1886. január 11.– Párizs, 1974. május 3.), királyi fővadászmester, a  „Hubertus” Országos Magyar Vadászati Védegylet elnöke, a Magyar Solymász Egyesület alapítója és elnöke. Neje: gróf Maldeghem Georgina (Beszterce, 1897. március 4.– Párizs, 1988. január 19.).
- Nemeskéri Kiss Margit (Göd, 1891. április 6.– Göd, 1976. szeptember 12.). 1.f.: bethleni gróf Bethlen Károly (Bethlen, 1889. április 8.– Koritnik, 1916. szeptember 20.) 2.f.: Szahlender Béla (Budapest, 1874. szeptember 12. – Szigmon, 1955. február 2.), altábornagy.